# تي جاي ييتس
تي جاي ييتس (بالإنجليزية: T. J. Yates)‏ هو لاعب كرة قدم أمريكية أمريكي، ولد في 28 مايو 1988 في ماريتا في الولايات المتحدة.

## وصلات خارجية
- تي جاي ييتس على موقع مرجع كرة القدم المحترفة.كوم (الإنجليزية)